# Велики Житник
Велики Житник је насељено мјесто у Лици. Припада граду Госпићу, у Личко-сењској жупанији, Република Хрватска.

## Географија
Велики Житник је удаљен око 6 км сјеверозападно од Госпића.

## Прошлост
У месту је 1823. године рођен хрватски публициста и политичар Анте Старчевић, оснивач "Хрватске странке права".

## Становништво
Према попису из 1991. године, насеље Велики Житник је имало 115 становника. Према попису становништва из 2001. године, Велики Житник је имао 74 становника. Према попису становништва из 2011. године, насеље Велики Житник је имало 47 становника.
| Демографија | Демографија | Демографија |
| Година      | Становника  | Становника  |
| ----------- | ----------- | ----------- |
| 1961.       | 286         |             |
| 1971.       | 236         |             |
| 1981.       | 146         |             |
| 1991.       | 115         |             |
| 2001.       | 74          |             |
| 2011.       |             | 47          |